# Église Saint-Aubin de la Puthenaye
L'église Saint-Aubin de la Puthenaye est située à Romilly-la-Puthenaye, dans l'Eure.

## Historique
Le chœur et la nef remontent à la première moitié du XVIe siècle. La sacristie est construite au siècle suivant.
C'est l'abbaye de Conches qui en assura le patronage.

## Description
Une Vierge à l'Enfant datant du XVe siècle et un retable de bois ont longtemps meublé l'église avant leur transfert dans l'église Saint-Pierre.
Dans le dernier quart du XXe siècle, la fondation pour la sauvegarde de l'art français apporte un financement pour la mise à niveau de l'église.